# Martin Putze
Martin Putze, född den 14 januari 1985 i Apolda, Östtyskland, är en tysk bobåkare.
Han tog OS-guld i herrarnas fyrmanna i samband med de olympiska bobtävlingarna 2006 i Turin.
Därefter tog Putze OS-silver i samma gren i samband med de olympiska bobtävlingarna 2010 i Vancouver.